# Noelle Pikus-Pace
Noelle Pikus-Pace, född 8 december 1982 i Provo, Utah, är en amerikansk skeletonåkare.
Hon tog OS-silver i skeleton i samband med de olympiska skeletontävlingarna 2014 i Sotji.